# Пупелица
Пупелица је насељено место у саставу општине Шандровац у Бјеловарско-билогорској жупанији, Република Хрватска.

## Историја
До територијалне реорганизације у Хрватској налазила се у саставу старе општине Бјеловар.

## Становништво
На попису становништва 2011. године, Пупелица је имала 171 становника.

## Попис1991.
На попису становништва 1991. године, насељено место Пупелица је имало 241 становника, следећег националног састава:
| Попис 1991.‍  | Попис 1991.‍  | Попис 1991.‍ | Попис 1991.‍ | Попис 1991.‍ |
| ------------ | ------------ | ----------- | ----------- | ----------- |
|              |              |             |             |             |
| Хрвати       | Хрвати       |             | 170         | 70,53%      |
| Срби         | Срби         |             | 31          | 12,86%      |
| Мађари       | Мађари       |             | 17          | 7,05%       |
| Југословени  | Југословени  |             | 7           | 2,90%       |
| Албанци      | Албанци      |             | 1           | 0,41%       |
| неопредељени | неопредељени |             | 14          | 5,80%       |
| непознато    | непознато    |             | 1           | 0,41%       |
| укупно: 241  |              |             |             |             |